# Chitose-kun wa Ramune Bin no Naka
Chitose-kun wa Ramune Bin no Naka (千歳くんはラムネ瓶のなか?) también conocida como Chitose Is in the Ramune Bottle en inglés, es una serie de novelas ligeras japonesas escritas por Hiromu e ilustradas por raemz. Shōgakukan publicó el primer volumen bajo su sello Gagaga Bunko el 18 de junio de 2019, y hasta el momento se han lanzado siete volúmenes y colección de historias cortas. Una adaptación a manga con ilustraciones de Bobcat comenzó a serializarse en Manga UP! de Square Enix el 12 de abril de 2020, y hasta el momento se ha recopilado en cinco volúmenes tankōbon. Una adaptación de la serie de televisión de anime producida por Feel se estrenará en octubre de 2025.

## Argumento
Saku Chitose, un chico popular y presidente de la clase, es el líder de un grupo de estudiantes llamado Equipo Chitose. Entre sus miembros se encuentra Yūko Hiiragi, una estudiante que tiene sentimientos por él, aunque él no lo sepa. Un día, un profesor le pide a Saku que convenza a un estudiante encerrado en casa, Kenta Yamazaki, de que regrese a la escuela. La serie sigue a Saku, Yūko y los otros miembros del Equipo Chitose ayudando a otros estudiantes a lidiar con sus problemas.

## Personajes
Saku Chitose (千歳 朔 Chitose Saku?)
 Seiyū: Shōgo Sakata
Es el chico más popular de la escuela y es el líder del equipo Chitose. Solía jugar béisbol.
Kenta Yamazaki (山崎 健太 Yamazaki Kenta?)
 Seiyū: Kōki Miyata
Un estudiante que dejó de ir a la escuela. Regresa a la escuela gracias a la ayuda de Saku y desarrolla una amistad con los miembros del Equipo Chitose.
Yūko Hiiragi (柊夕 湖 Hīragi Yūko?)
 Seiyū: Manaka Iwami
Una estudiante popular y hermosa que es miembro del club de tenis. Está secretamente enamorada de Saku.
Yua Uchida (内田 優空 Uchida Yua?)
 Seiyū: Hina Yōmiya
Miembro del club de música. Cumple un papel de la mujer seria en el equipo Chitose.
Haru Aomi (青海 陽 Aomi Haru?)
 Seiyū: Rumi Ōkubo
Una chica enérgica que es la capitana del equipo de baloncesto de la escuela.
Yuzuki Nanase (七瀬 悠月 Nanase Yuzuki?)
 Seiyū: Ikumi Hasegawa
Asuka Nishino (西野 明日風 Nishino Asuka?)
 Seiyū: Chika Anzai

## Contenido de la obra

### Novela ligera
Chitose-kun wa Ramune Bin no Naka es escrito por Hiromu e ilustrado por raemz. El primer volumen de la serie fue publicado por Shōgakukan bajo su sello Gagaga Bunko el 18 de junio de 2019, y hasta el momento se han publicado siete volúmenes y un volumen de cuentos. 
En julio de 2021, Yen Press anunció que había obtenido la licencia de la serie para su publicación en inglés.
En 2022, el gobierno de Fukui presupuestó 6 millones de yenes para una campaña de turismo de cultura popuplar en colaboración con Chitose-kun wa Ramune Bin no Naka.
| Volúmenes de novelas ligeras publicadas | Volúmenes de novelas ligeras publicadas | Volúmenes de novelas ligeras publicadas                  |
| Número                                  | Fecha de publicación                    | ISBN                                                     |
| --------------------------------------- | --------------------------------------- | -------------------------------------------------------- |
| 1                                       | 18 de junio de 2019                     | ISBN 9784094517965                                       |
| 2                                       | 18 de octubre de 2019                   | ISBN 9784094518160                                       |
| 3                                       | 17 de abril de 2020                     | ISBN 9784094518412                                       |
| 4                                       | 18 de septiembre de 2020                | ISBN 9784094518665                                       |
| 5                                       | 20 de abril de 2021                     | ISBN 9784094518993 ISBN 9784094530056 (edición especial) |
| 6                                       | 19 de agosto de 2021                    | ISBN 9784094530223                                       |
| 6.5                                     | 18 de marzo de 2022                     | ISBN 9784094530605                                       |
| 7                                       | 18 de agosto de 2022                    | ISBN 9784094530858                                       |

### Manga
Una adaptación a manga, ilustrada por Bobcat, comenzó su serialización en el sitio web Manga UP! de Square Enix el 12 de abril de 2020. Square Enix recopila sus capítulos individuales en volúmenes tankōbon. El primer volumen se publicó el 18 de septiembre de 2020, y hasta el momento se han lanzado cinco volúmenes. 
En Anime NYC 2021, Yen Press anunció que también publicarían la adaptación de manga en inglés.
| Volúmenes de novelas ligeras publicadas | Volúmenes de novelas ligeras publicadas | Volúmenes de novelas ligeras publicadas |
| Número                                  | Fecha de publicación                    | ISBN                                    |
| --------------------------------------- | --------------------------------------- | --------------------------------------- |
| 1                                       | 18 de septiembre de 2020                | ISBN 9784757568495                      |
| 2                                       | 5 de mayo de 2021                       | ISBN 9784757570788                      |
| 3                                       | 19 de agosto de 2021                    | ISBN 9784757574274                      |
| 4                                       | 18 de marzo de 2022                     | ISBN 9784757577886                      |
| 5                                       | 7 de noviembre de 2022                  | ISBN 9784757582330                      |

### Anime
Una adaptación a anime para televisión fue anunciada el 9 de agosto de 2024. La serie será producida por Feel y dirigida por Yūji Tokuno, con Naruhisa Arakawa encargándose de la composición de la serie y escribiendo los guiones junto con Hiromu y Sumie Kinoshita diseñando los personajes. Su estreno está previsto para octubre de 2025. REMOW obtuvo la licencia de la serie.

## Recepción
En la guía Kono Light Novel ga Sugoi!, la serie ocupó el primer lugar en la categoría bunkobon en 2021 y 2022. En diciembre de 2021 la serie tenía más de 280 000 copias en circulación.